# كير المتوسط (كير)
كير المتوسط هي إحدى مشيخات المملكة المغربية، تتبع جغرافيا لإقليم ميدلت وإداريًا لكير. يقدر عدد سكانها بـ 1072 نسمة حسب الإحصاء الرسمي للسكان والسكنى لسنة 2004.